# Нове Женсько
Нове Женсько (пол. Nowe Żeńsko) — село в Польщі, у гміні Хощно Хощенського повіту Західнопоморського воєводства.
Населення — 66 осіб (2011).
У 1975-1998 роках село належало до Гожовського воєводства.

## Демографія
Демографічна структура станом на 31 березня 2011 року:
|          | Загалом | Допрацездатний вік | Працездатний вік | Постпрацездатний вік |
| -------- | ------- | ------------------ | ---------------- | -------------------- |
| Чоловіки | 25      | 5                  | 18               | 2                    |
| Жінки    | 41      | 11                 | 24               | 6                    |
| Разом    | 66      | 16                 | 42               | 8                    |